# São Cosmado
Sâo Cosmado és una freguesia portuguesa del municipi d'Armamar, al districte de Viseu, amb 13,95 km² d'àrea i 598 habitants (al cens del 2011). La densitat de població n'és de 42,9 hab/km².
Va ser vila i seu de municipi fins a mitjan segle xix. Només incloïa la freguesia de la seu i tenia, al 1801, 702 habitants. Després de les reformes administratives de començament del liberalisme s'hi uniren les freguesies de Goujim, Santa Cruz de Lumiares, Chãs, Granja do Tedo i Longa. Tenia, al 1849, 3.459 habitants. El municipi fou anul·lat al 1855.
Sâo Cosmado és una de les freguesies més grans del municipi. En formen part els llogarets de Contim, Lapinha i Cardais. Se situa al límit sud del municipi, fent-ne frontera amb els de Moimenta da Beira i Tabuaço.
A uns centenars de metres a l'est del centre de Sâo Cosmado, es troben els Calhaus do Cunho.

## Història
La història de Sâo Cosmado té tanta antiguitat com riquesa. En aquesta zona són abundants les llegendes, els contes i les històries. Hi ha vestigis d'un castre a l'est de l'actual població a la muntanya del castell. Tenia per veïns altres tres castres: el de Goujoim, el de Longa i la muntanya Ladário. Això testimonia que la zona estava densament poblada en temps remots.
Més tard Sâo Cosmado obtindria un fur antic i després un de manuelí, aquest concedit el 15 de desembre del 1512, que consagra Sâo Cosmado com a municipi. En el cadastre del 1527, tenia 65 habitants i confrontava amb els municipis de Lumiares, Goujoim, Granja do Tedo i Castelo. El municipi de Sâo Cosmado fou suprimit el 24 d'octubre del 1855, i s'integrà com a freguesia a Armamar. El dibuix urbà de la vila revela molts trets d'aquesta època.
A principis del segle XX es conreava tabac a Sâo Cosmado i, pels registres deixats, n'era de bona qualitat.
Del patrimoni de la freguesia destaquen: l'església parroquial, siscentista, de Sâo Cosme i Sâo Damião, amb talla daurada barroca i considerada la més artística del municipi. Aquest temple es construí a començament del segle XVII però abans hi havia un altre temple, de principis de la nacionalitat, al llogaret de Fontaínhas que encara hui es coneix com l'Església Vella; mereix també atenció la creu de terme del Senhor das Prisôes i, al fons de la freguesia, dos blocs granítics de grans dimensions, els Penedos do Cunho, envoltats de misteris i llegendes curioses (una llegenda diu que un d'ells conté foc i l'altre or); cal esmentar les capelles de S. Pedro (1640), del Sr. da Aflição (1904), de S. Gonçalo, de la Sra. da Conceição; i a Cardais la capella de S. João (siscentista) i, de la mateixa època, a Lapinha, la capella de S. Francisco.

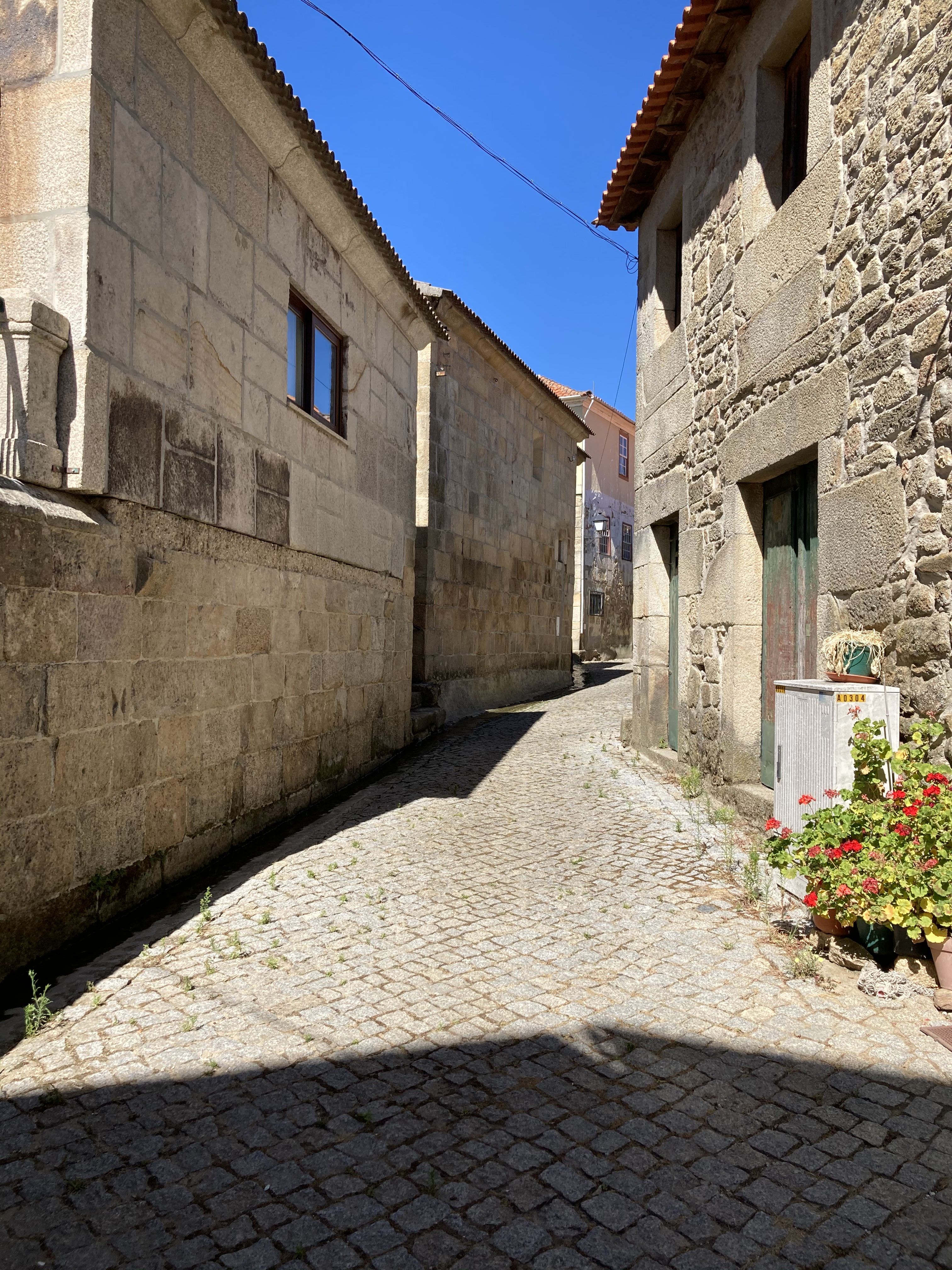
El Carrer Trás da Igreja, al centre de Sâo Cosmado

## Població
| Població de São Cosmado | Població de São Cosmado | Població de São Cosmado | Població de São Cosmado | Població de São Cosmado | Població de São Cosmado | Població de São Cosmado | Població de São Cosmado | Població de São Cosmado | Població de São Cosmado | Població de São Cosmado | Població de São Cosmado | Població de São Cosmado | Població de São Cosmado | Població de São Cosmado |
| ----------------------- | ----------------------- | ----------------------- | ----------------------- | ----------------------- | ----------------------- | ----------------------- | ----------------------- | ----------------------- | ----------------------- | ----------------------- | ----------------------- | ----------------------- | ----------------------- | ----------------------- |
| 1864                    | 1878                    | 1890                    | 1900                    | 1911                    | 1920                    | 1930                    | 1940                    | 1950                    | 1960                    | 1970                    | 1981                    | 1991                    | 2001                    | 2011                    |
| 1 342                   | 1 370                   | 1 352                   | 1 421                   | 1 364                   | 1 192                   | 1 201                   | 1 234                   | 1 335                   | 1 342                   | 1 197                   | 1 182                   | 1 031                   | 707                     | 598                     |